# Grande Retra
A Grande Retra é um conjunto de textos supostamente sobre as leis de Esparta ou ainda uma prescrição fundadora para o estabelecimento do Estado e início das instituições que existiam na Esparta arcaica .
- Diarquia: governo de dois reis, hereditário e dominado por duas famílias.
- Gerúsia: conselho consultivo formado pelos homens com mais de 60 anos, eleitos pela Ápela.
- Ápela: Assembleia composta por todos os cidadãos dóricos, tomava as decisões sobre todos os assuntos políticos e administrativos.
- Éforos: Eram os verdadeiros chefes de estado de Esparta. Os éforos eram os oficiais da antiga Esparta. Eram cinco éforos eleitos anualmente pela Ápela. Eles atuavam no papel de fiscais da vida pública, inclusive da atuação dos reis.[3]

Plutarco (contando com Aristóteles) considera a "Grande Retra" como o trabalho de Licurgo, que subseqüentemente teve um "cavaleiro" anexado a ele pelos reis Polidoro e Teopompo.